# Jean Sasson
Jean P. Sasson (Troy, Alabama, EUA, 1947) é uma escritora norte-americana.

## Biografia
Nascida em Troy, no Estado do Alabama, Jean cresceu na pequena cidade de Louisville, também no Estado do Alabama.  Ela foi morar na Árabia Saudita em 1978 para trabalhar no Hospital Especializado e Centro de Pesquisas Rei Faisal em Riad, capital da Árabia Saudita, na área de administração. Ela viveu no Oriente Médio até 1990 quando ela começou a viajar pelo mundo, visitando 64 países. Hoje ela vive no Sul dos Estados Unidos da América, região em qual nasceu.

## Obras
The Rape of Kuwait (1990)
Princess: A True Story of Life Behind the Veil in Saudi Arabia (1992)
Princess Sultana's Daughters (1994)
Princess Sultana's Circle (2000)
Ester's Child (2001)
Mayada: Daughter of Iraq (2003)
Amor em Terra de Chamas - A Corajosa luta de Joana do Curdistão ("Love in a Torn Land") (2008)
Growing up Bin Laden (2009)
Princess: More Tears to Cry (2014)
A escolha de Yasmeena ("Yasmeena's Choice") (2015)
Princess: Secrets to Share (2015)
Princess: Stepping Out of the Shadows (2019)